# Walhalla Goldfields Railway
| Lok am Bahnhof Thomson |                     |                                   |                |
| Streckenlänge: | 3.2 km              |                                   |                |
| Spurweite: | 762 mm (Schmalspur) |                                   |                |
| |                     |                                   |                |
| \| \| \| Walhalla \| \| \| \| Happy Creek \| \| \| \| Thomson \| \| \| \| Platina \| \| \| \| Knott’s Siding \| \| \| \| Erica \| \| \| \| nach Moe, Neubau nicht vorgesehen \| |                     |                                   |                |
| Kopfbahnhof Streckenanfang |                     | Walhalla                          | Walhalla       |
| Haltepunkt / Haltestelle |                     | Happy Creek                       | Happy Creek    |
| Bahnhof |                     | Thomson                           | Thomson        |
| Haltepunkt / Haltestelle (Strecke außer Betrieb) |                     | Platina                           | Platina        |
| Haltepunkt / Haltestelle (Strecke außer Betrieb) |                     | Knott’s Siding                    | Knott’s Siding |
| Bahnhof (Strecke außer Betrieb) |                     | Erica                             | Erica          |
| |                     | nach Moe, Neubau nicht vorgesehen |                |

Die Walhalla Goldfields Railway ist eine schmalspurige Museumsbahn in der Region Gippsland, östlich von Melbourne, Australien. Ihre Spurweite liegt bei 762 mm (2 ft 6 in).

## Geschichte
Die Eisenbahn war ursprünglich, wie die Puffing Billy Railway, eine der vier versuchsweise gebauten Schmalspurbahnen der Victorian Railways (VR), die zu Beginn des 20. Jahrhunderts entstanden. Sie führt von Moe zu der Goldgräberstadt Walhalla. Die Linie wurde im Jahre 1910 eröffnet, aber kurz danach im Jahre 1914 wurden die größten Goldminen der Stadt Walhalla geschlossen, und die Einwohnerzahl der Stadt ist stark gefallen.
1944 wurde den Betrieb zwischen Erica und Walhalla eingestellt, bis auf gelegentliche Güterverkehr nach Platina. Ab 1952 fuhren keine Züge weiter als Erica. Die ganze Strecke von Moe nach Erica wurde 1954 eingestellt.
Da Walhalla während der zweiten Hälfte des 20. Jahrhunderts zu einem beliebten Touristenziel wurde, gab es mehrere Versuche, einen Teil der Eisenbahn als Museumsbahn wieder herzurichten. Diese Hoffnungen blieben aber unerfüllt, bis die Walhalla Goldfields Railway Anfang der 1990er Jahre gegründet wurde.
Als Erstes wurde der Bahnhof Thomson wieder aufgebaut und die große Brücke über den Thomson River saniert. Die Schienen wurden dann bis zu der neuen Haltestelle Happy Creek neu verlegt. Da es zwischen Happy Creek und Walhalla sechs große Trestle-Brücken gab, die komplett neu aufgebaut werden mussten, wurde die ganze Strecke nach Walhalla erst zehn Jahre später im Jahre 2002 in Betrieb genommen.
Heute verkehren Züge zwischen Walhalla und Thomson, ein Wiederaufbau der Strecke Thomson–Erica wird geplant.

## Fahrzeugmaterial
Zur Zeit der Victorian Railways wurden nur Dampflokomotiven eingesetzt. Am Anfang waren diese ausschließlich 1'C1'-Tenderlokomotiven der nA-Klasse, aber die relativ kleinen nAs konnten keine schwerbeladenen Züge ziehen, und Garratt-Lokomotive G42 wurde 1926 in Betrieb genommen. Alle erhaltenen Lokomotiven der Schmalspurbahnen der Victorian Railways befinden sich jetzt bei der Puffing Billy Railway und standen der Walhalla Goldfields Railway nicht zur Verfügung, als die Strecke von Thomson 1994 wiedereröffnet wurde.
Zwei Diesellokomotiven wurden von verschiedenen stillgelegten industriellen Eisenbahnen im Bundesstaat Victoria gekauft, die noch heute vor fast alle Züge eingesetzt werden. Da eine künftige Erweiterung der Eisenbahn stärkere Lokomotiven benötige, wurde 2002 eine größere Diesellokomotive von der Emu Bay Railway gekauft und umgebaut sowie eine vierte Diesellokomotive von Queensland Rail im November 2010, die voraussichtlich umgebaut wird.
2002-06 wurde auch gelegentlich eine kleinere Dampflokomotive umgesetzt, deren Privatbesitzer die Lokomotive an die WGR verlieh. Diese Lokomotive wurde 1956 von Henschel und Sohn in Deutschland gebaut und diente einer Zuckerfabrik in Thailand. Nach Schließung der Zuckerfabrik wurde diese sowie eine andere identische Lokomotive gekauft und nach Australien gebracht. Wegen der zu niedrigen Stundenzugkraft dieser Henschel-Lokomotive konnte sie nur rentable Züge mit Hilfe einer der Diesellokomotiven ziehen, und seit 2006 wird sie nicht mehr eingesetzt, obwohl sie sich noch im Schuppen am Bahnhof Walhalla befindet.
Im Mai 2010 wurde zum 100. Jahrestag der Bahnstrecke Moe-Walhalla eine nA-Lokomotive 6A von der Puffing Billy Railway ausgeliehen und Dampflokfahrten veranstaltet.
| Nummer       | Name               | Bild | Achsformel | Baujahr | Hersteller                                    | Weitere Informationen |
| ------------ | ------------------ | ---- | ---------- | ------- | --------------------------------------------- | --- |
| 14           | Spirit of Yallourn |      | C-dm       | 1951    | John Fowler & Co., Leeds, England             | Früher an der Verbindungseisenbahn, die zwischen dem Braunkohletagebau Yallourn und dem Braunkohlentagebau Morwell verkehrte, im Betrieb. Der WGR 1995 gegeben. |
| 030          | Kasey              |      | B          | 1970    | EM Baldwin & Sons Pty Ltd, Sydney, Australien | Früher bei der Metropolitan Melbourne Board of Works im Bereich Tunnelbau für Kanalisation tätig.                                                               |
| 1001         | Spirit of Emu Bay  |      | B-B-dh     | 1963    | Walkers Ltd., Maryborough, QLD                | Früher bei der Emu Bay Railway, Tasmanien. |
| DH37 (MMY37) | (noch unbenannt)   |      | B-B        | 1969    | Walkers Ltd., Maryborough, QLD                | Früher bei Queensland Rail, 2010 von der WGR gekauft. |
| 103          | Spirit of Baw Baw  |      | C          | 1956    | Henschel und Sohn, Kassel, Deutschland        | 2002-06 an der WGR im Betrieb, früher an einer Zuckerfabrik in Thailand.                                                                                        |